# Азад Кашмир
Азад Кашмир (на урду: آزاد جموں و کشمیر) е името на една от двете провинции в Кашмир под управление на Пакистан. Населението ѝ е 4 567 982 жители (прибл. оценка 2008 г.), а площта ѝ е 13 297 кв. км. Намира се в часова зона UTC+5. Официалният език е урду. Провинцията е основана през 1947 г.